# An Assisted Elopement (film, 1912, Dwan)
Pour les articles homonymes, voir An Assisted Elopement.
Ne doit pas être confondu avec An Assisted Elopement (film, 1912, Campbell).
An Assisted Elopement est un film muet àméricain réalisé par Allan Dwan et sorti en 1912.

## Synopsis
Bessie Smith aime Jack Collins, un ouvrier, mais Bert Bruce, un jeune avocat, montre ses intentions envers Bessie. La mère de celle-ci dénigre Jack et demande à Bessie de répondre aux attentions de Bruce…

## Fiche technique
- Réalisation : Allan Dwan
- Date de sortie : États-Unis : 29 février 1912